# Stazione di Ilarè
La stazione di Ilarè è una fermata ferroviaria posta nel territorio comunale di Sorgono, lungo la linea Isili-Sorgono, dal 1997 utilizzata esclusivamente per scopi turistici.

## Storia
La fermata fu istituita nella seconda metà del Novecento in corrispondenza di una ex casa cantoniera, risultando in uso nel 1994 sotto la gestione delle Ferrovie della Sardegna. Con la cessazione del servizio di trasporto pubblico sulla Isili-Sorgono, la fermata fu destinata ai soli treni turistici a partire dal 16 giugno 1997, la struttura venne successivamente impiegata esclusivamente nell'ambito del servizio Trenino Verde. Nel 2010 l'impianto passò alla gestione dell'ARST. Dall'agosto 2017 la fermata è temporaneamente chiusa al traffico per via dell'interruzione del servizio a nord di Laconi, causato dalla precaria situazione di alcuni ponti in quella porzione della ferrovia.

## Strutture e impianti
L'impianto si trova in posizione isolata nei colli a sud-est di Sorgono e presenta una configurazione di fermata passante, dotata complessivamente di due binari a scartamento da 950 mm: oltre al binario di corsa è infatti presente un tronchino di rimessaggio.
La fermata è dotata di una singola banchina, mentre per quanto riguarda gli edifici è presente una ex casa cantoniera, chiusa al pubblico.

## Movimento
Dall'estate 1997 la fermata è utilizzata esclusivamente per il traffico turistico, tuttavia dalla fine dell'estate 2017 nessuna relazione serve la struttura in quanto ricompresa in un tratto della Isili-Sorgono provvisoriamente chiuso all'esercizio per problemi infrastrutturali.